# Tomopisthes
Genre
Synonymes
- Heteromma Karsch, 1880 nec Menge, 1856
- Heterommides Strand, 1912

Tomopisthes est un genre d'araignées aranéomorphes de la famille des Anyphaenidae.

## Distribution
Les espèces de ce genre se rencontrent en Argentine et au Chili.

## Liste des espèces
Selon World Spider Catalog (version 17.5, 30/09/2016) :
- Tomopisthes horrendus (Nicolet, 1849)
- Tomopisthes puconensis (Ramírez, 2003)
- Tomopisthes pusillus (Nicolet, 1849)
- Tomopisthes tullgreni Simon, 1905
- Tomopisthes varius Simon, 1884

## Publication originale
- Simon, 1884 : Arachnides recueillis par la Mission du Cap Horn en 1882-1883. Bulletin de la Société zoologique de France, vol. 9, p. 117-144 (texte intégral).